# سکسبیروم
سکسبیروم (به هلندی: Sexbierum) یک منطقهٔ مسکونی در هلند است که در واوادوکه واقع شده‌است. سکسبیروم ۱٬۷۴۴ نفر جمعیت دارد.